# Žitence
Žitence este o localitate din comuna Sveti Jurij v Slovenskih goricah, Slovenia, cu o populație de 275 de locuitori.